# Thomisops sanmen
Thomisops sanmen är en spindelart som beskrevs av Song, Zhang och Zheng 1992. Thomisops sanmen ingår i släktet Thomisops och familjen krabbspindlar. Inga underarter finns listade i Catalogue of Life.